# HS Elli (1912)

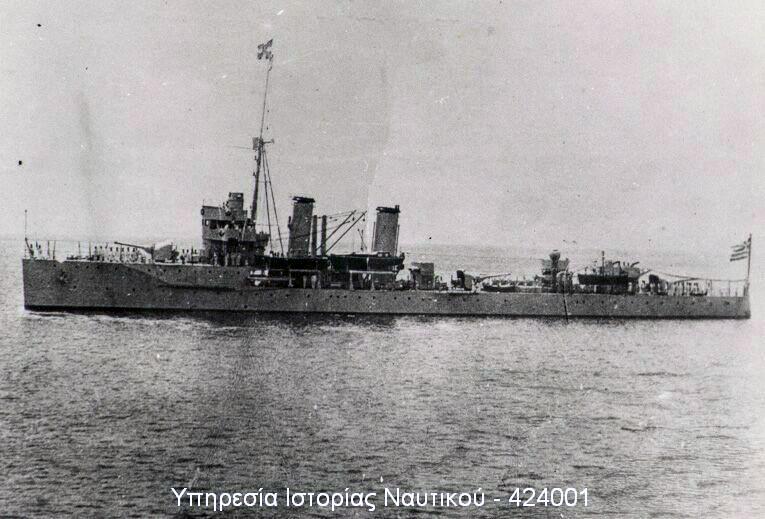

De Elli (Nieuwgrieks: Κ/Δ Έλλη) was een Griekse lichte kruiser van 2.600 ton, vernoemd naar een zeeslag in de Eerste Balkanoorlog: de Slag bij Elli ofwel de Slag bij de Dardanellen, waarin de Grieken op 16 december 1912 een overwinning behaald hadden.
Het schip werd in opdracht van de Chinese overheid gebouwd als de Fei Hung, maar als gevolg van de Chinese Nationalistische Revolutie van 1912/1913 werd de order afgeblazen. Het schip werd uiteindelijk in New York afgebouwd en door Griekenland gekocht als onderdeel van het grootscheepse Griekse marine-opbouwprogramma dat het gevolg was van de rste Balkanoorlog. De Elli werd in de Eerste Wereldoorlog en in de Grieks-Turkse oorlog van 1919-1922 al ingezet. Een moderniseringsoperatie, waarbij het schip werd voorzien van een modern anti-vliegtuigsysteem en van een functie als mijnenlegger, vond plaats in 1920 en werd in Frankrijk uitgevoerd.
Op 15 augustus 1940, terwijl op het eiland Tinos - waar de Elli op de rede lag - het grote feest van Maria-Tenhemelopneming werd gevierd, vond een aanval plaats door de Italiaanse torpedoboot Delfino. Een van de drie afgevuurde torpedo's blies de Elli de lucht in. Het resultaat was: negen doden en 24 gewonden. De Griekse regering gaf onmiddellijk aan dat de Elli door een onbekende vijand was getroffen, bang als men was om de Italiaanse regering een casus belli te geven. Twee maanden later geraakten Italië en Griekenland alsnog in oorlog.
Na de Tweede Wereldoorlog schonk Italië, ter compensatie van de Elli, de kruiser Eugenio di Savoia aan Griekenland, die vanaf 1950 dienstdeed onder de naam Elli. Dit schip bleef in dienst tot 1973, waarna in 1983 opnieuw een fregat met deze naam   dienst ging doen bij de Griekse marine.